# اتفاقية تريباراديسوس

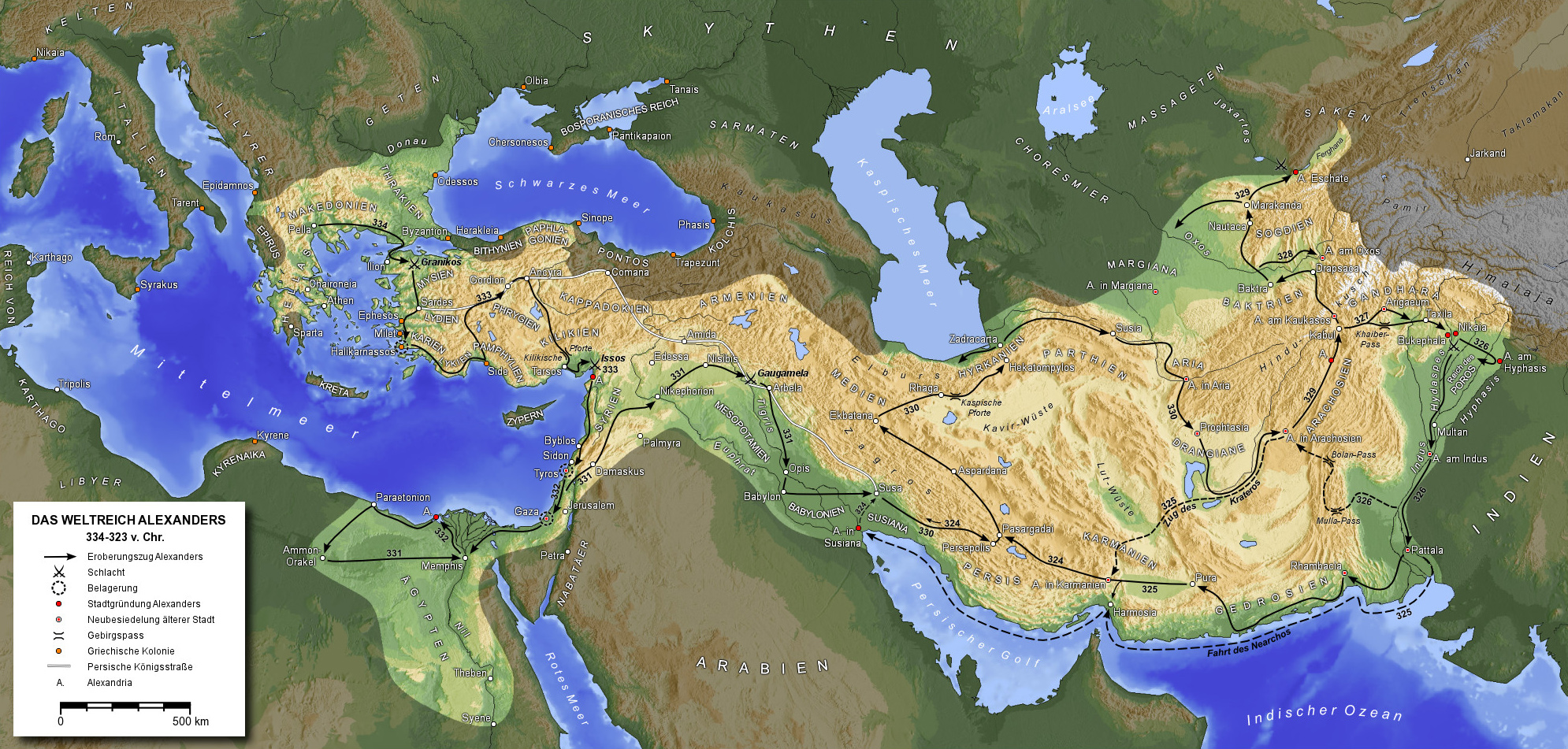
إمبراطورية الإسكندر الأكبر

اِتفاقية تريباراديسوس هي اِتفاقية عقدت بين القادة خلفاء الإسكندر المقدوني لتقسيم إمبراطورية الإسكندر بين القادة.
عقد الاتفاق بمستوطنة تريباراديسوس في لبنان الحالية عند نهر العاصي عام 321 ق.م.

## خلفية الأحداث
حدث خلاف بعد وفاة الإسكندر الأكبر الذي لم يسمِّ وريثاً له فتم الاتفاق على أن يكون كلا من الأخ غير الشقيق للإسكندر فيليبوس الثالث المقدوني والإسكندر الرابع المقدوني ابن الإسكندر الأكبر من زوجته روكسانا هما ملكا الإمبراطورية وأن يكون بيرديكاس الوصي على الإمبراطورية كافة. وكوفئ القادة بمنحهم السطرفيات (المقاطعات) حسب اتفاقية قسمة بابل.
اندلعت الصراعات بين القادة خلفاء الإسكندر بعد زواج بيرديكاس من كليوباترا شقيقة الإسكندر واندلعت حرب بين قادة الإسكندر قتل فيها برديكاس. بعد مقتل برديكاس تم عقد اتفاقية تريباراديسوس حيث أعيد فيها تقسيم أراضي الإمبراطورية بين القادة وتعيين أنتيباتر وصياً على الإمبراطورية.